# Cordia mukuensis
Cordia mukuensis là loài thực vật có hoa trong họ Mồ hôi. Loài này được Taton mô tả khoa học đầu tiên năm 1971.